# Distrito electoral local 4 de Chihuahua
El Distrito electoral local 4 de Chihuahua es uno de los 22 distritos electorales en los que se encuentra dividido el territorio del estado de Chihuahua. Su cabecera es Ciudad Juárez. 
Desde el proceso de redistritación de 2022 abarca la zona centro de Ciudad Juárez.

## Distritaciones anteriores

### Distritación de 1968
En ese entonces tuvo su cabecera en Ciudad Juárez, y abarcaba la zona oeste del Municipio de Juárez.

### Distritación de 1989
En la distritación de 1989 este distrito continuó teniendo su cabecera en Ciudad Juárez.

### Distritación de 1995
Para 1995 el distrito pasó a abarcar la zona este de la Ciudad de Chihuahua así como los municipios de Aldama, Aquiles Serdán y Coyame del Sotol.

### Distritación de 1997
En 1997 el distrito continuó teniendo su cabecera en Ciudad Juárez, abarcando la zona noreste de la ciudad.

### Distritación de 2012
Para 2013 el distrito continuó abarcando parte de la zona este Ciudad Juárez.

### Distritación de 2015
Entre 2015 y 2022, continuó en Ciudad Juárez, abarcando la zona centro de la ciudad.

## Diputados por el distrito
| Diputado                         | Grupo parlamentario | Legislatura | Periodo     | Cabecera distrital Según cada distritación |
| -------------------------------- | ------------------- | ----------- | ----------- | ------------------------------------------ |
| Salvador de la Torre             |                     | XLIX        | 1968 - 1971 | Ciudad Juárez                              |
| Santiago Nieto Sandoval          |                     | L           | 1971 - 1974 | Ciudad Juárez                              |
| Juan Alfredo González Alvarado   |                     | LI          | 1974 - 1977 | Ciudad Juárez                              |
| José Morán Cruz                  |                     | LII         | 1977 - 1980 | Ciudad Juárez                              |
| José Sosa Delgado                |                     | LIII        | 1980 - 1983 | Ciudad Juárez                              |
| Elección anulada.                | Elección anulada.   | LIV         | 1983 - 1986 | Ciudad Juárez                              |
| María Isela Torres Hernández     |                     | LV          | 1986 - 1989 | Ciudad Juárez                              |
| Luis Parra Orozco                |                     | LVI         | 1989 - 1992 | Ciudad Juárez                              |
| Juan Saldaña Rodríguez           |                     | LVII        | 1992 - 1995 | Ciudad Juárez                              |
| Miguel Etzel Maldonado           |                     | LVIII       | 1995 - 1998 | Chihuahua                                  |
| Raúl Bulmaro Márquez González    |                     | LIX         | 1998 - 2001 | Ciudad Juárez                              |
| Luis Abelardo Valenzuela Holguín |                     | LX          | 2001 - 2004 | Ciudad Juárez                              |
| Salvador Gómez Ramírez           |                     | LXI         | 2004 - 2007 | Ciudad Juárez                              |
| Hiram Contreras Herrera          |                     | LXII        | 2007 - 2010 | Ciudad Juárez                              |
| Raúl García Ruiz                 |                     | LXIII       | 2010 - 2013 | Ciudad Juárez                              |
| Enrique Licón Chávez             |                     | LXIV        | 2013 - 2016 | Ciudad Juárez                              |
| Víctor Manuel Uribe              |                     | LXV         | 2016 - 2018 | Ciudad Juárez                              |
| Ana Carmen Estrada García        |                     | LXVI        | 2018 - 2021 | Ciudad Juárez                              |
| Rosana Díaz Reyes                |                     | LXVII       | 2021 -      | Ciudad Juárez                              |

## Resultados Electorales

### 2021
|  | 32.32 % |

|  | 10.03 % |

|  | 0.73 % |

|  | 1.26 % |

|  | 2.13 % |

|  | 5.82 % |

|  | 39.20 % |

|  | 1.13 % |

|  | 1.13 % |

|  | 1.09 % |

|  | 1.23 % |

|  | 0.14 % |

### 2018
|  | 13.16 % |

|  | 22.83 % |

|  | 1.17 % |

|  | 32.56 % |

|  | 18.18 % |

|  | 5.03 % |

|  | 2.54 % |

|  | 0.19 % |

|  | 4.28 % |

|  | 100.00 % |

### 2016
|  | 35.00 % |

|  | 25.52 % |

|  | 2.77 % |

|  | 8.69 % |

|  | 11.52 % |

|  | 6.97 % |

|  | 0.64 % |

|  | 5.35 % |

|  | 100.00 % |

### 2013
|  | 37.25 % |

|  | 48.49 % |

|  | 4.89 % |

|  | 3.19 % |

|  | 2.57 % |

|  | 0.23 % |

|  | 3.38 % |

|  | 100.00 % |

### 2010
|  | 46.98 % |

|  | 39.78 % |

|  | 3.07 % |

|  | 2.17 % |

|  | 2.27 % |

|  | 0.28 % |

|  | 5.46 % |

|  | 100.00 % |

### 2007
|  | 47.29 % |

|  | 44.17 % |

|  | 2.06 % |

|  | 1.11 % |

|  | 3.09 % |

|  | 0.60 % |

|  | 0.05 % |

|  | 1.63 % |

|  | 100.00 % |

### 2004
|  | 51.76 % |

|  | 46.58 % |

|  | 0.04 % |

|  | 1.63 % |

|  | 100.00 % |

### 2001
|  | 53.08 % |

|  | 35.00 % |

|  | 4.95 % |

|  | 2.50 % |

|  | 1.75 % |

|  | 0.69 % |

|  | 0.31 % |

|  | 0.13 % |

|  | 0.04 % |

|  | 1.53 % |

|  | 100.00 % |

### 1998
|  | 47.61 % |

|  | 38.18 % |

|  | 6.74 % |

|  | 0.27 % |

|  | 0.59 % |

|  | 4.75 % |

|  | 0.00 % |

|  | 0.01 % |

|  | 1.86 % |

|  | 100.00 % |

### 1995
|  | 38.95 % |

|  | 48.09 % |

|  | 5.98 % |

|  | 1.17 % |

|  | 3.96 % |

|  | 0.03 % |

|  | 0.86 % |

|  | 0.00 % |

|  | 0.01 % |

|  | 4.96 % |

|  | 100.00 % |

### 1992
|  | 52.70 % |

|  | 40.93 % |

|  | 0.48 % |

|  | 0.40 % |

|  | 0.62 % |

|  | 0.00 % |

|  | 0.00 % |

|  | 0.00 % |

|  | 0.02 % |

|  | 4.62 % |

|  | 100.00 % |

### 1989
|  | 34.16 % |

|  | 43.29 % |

|  | 0.54 % |

|  | 0.34 % |

|  | 0.67 % |

|  | 1.26 % |

|  | 0.00 % |

|  | 0.00 % |

|  | 0.00 % |

|  | 19.74 % |

|  | 100.00 % |

### 1986
|  | 42.28 % |

|  | 56.28 % |

|  | 0.48 % |

|  | 0.12 % |

|  | 0.21 % |

|  | 0.06 % |

|  | 0.45 % |

|  | 0.02 % |

### 1983
|  | 38.20 % |

|  | 27.76 % |

|  | 0.35 % |

|  | 0.27 % |

|  | 0.27 % |

|  | 0.16 % |

|  | 0.07 % |

|  | 0.00 % |

|  | 32.93 % |

|  | 100.00 % |

- Nota: La elección del Cuarto Distrito Electoral fue ganada por el candidato del Partido Acción Nacional, sin embargo el resultado fue impugnado por el Partido Revolucionario Institucional ante lo cual el Colegio Electoral del Congreso de Chihuahua, con mayoría priísta, decidió anular las elecciones.

### 1980
|  | 23.02 % |

|  | 69.25 % |

|  | 2.37 % |

|  | 0.00 % |

|  | 1.48 % |

|  | 2.92 % |

|  | 0.96 % |

|  | 0.00 % |

|  | 0.00 % |

|  | 100.00 % |